# Bernt Hermele
Bernt Hermele, folkbokförd Berndt David Hermele, född den 11 juni 1953 i Stockholm, är en svensk journalist och författare. Utöver att inneha chefspositioner inom svenska medier har han sammanställt tv-dokumentären Min mamma mördades av en självmordsbombare, som behandlar hans mor Perla Hermeles död vid en självmordsattack på Park Hotel i Netanya i Israel i mars 2002.
Hermele har arbetat bland annat som reporter på Magasinet, Dagens Industri (där han även har varit redaktör för helgbilagan), Rapport, Resumé (där han även har varit nyhetschef) och Dagens Nyheter. Under år 2000 var han chefredaktör på Veckans Affärer, där han efterträdde Göran Lind.
I maj 2008 började Hermele arbeta på Realtid.se. I maj 2010 utsågs han till chefredaktör för Newzglobe.com, med tillträde i augusti 2010. I början av december 2010 offentliggjordes att han tvingats lämna Newzglobe efter flera kontroversiella namnpubliceringar, medan arbetsgivaren önskat utökad ekonomirapportering.
2005 gjorde Hermele TV-dokumentären "Min mamma mördades av en självmordsbombare" om sin mor Perla Hermele, som mördades i Natalia i Israel av en palestinsk självmordsbombare. Samma år producerade han även dokumentären "Totta" där tittaren får följa Totta Näslunds sista tid i livet.
Hermele utgav 2011 boken Guldsot om Röda Korset-bedragaren Johan af Donner. Efter sitt avsked från ledande media har Hermele arbetat som taxichaufför i Stockholm.
Hermele har gett ut böckerna Firman om Bonniers mediemakt (2013), Judejävel om svensk sionism och israelisk ockupation (2016) på Leopard Förlag samt "Kommer de, så skjuter jag oss" – om svenska judars liv i skuggan av Förintelsen (2018) på Lind & Co.
2017 började Hermele tillsammans med fotografen Cato Lein att producera poden Överlevarna, där man får träffa överlevande efter Förintelsen. Podden kommer efter hand att samla ett hundratal berättelser. 2020 kom Överlevarna ut i bokform (Ordfront Förlag).
2020 började Hermele producera poden Nakba, om den palestinska katastrofen. 2023 utkom boken "Nakba - katastrof inför våra ögon" (Ordfront förlag), med foton av Cato Lein, med flera.
Bernt Hermele är bror till ekonomen Kenneth Hermele.